# Коефіцієнт тріщинуватості гірських порід
Коефіцієнт тріщинуватості гірських порід (рос. коэффициент трещиноватости, англ. coefficient of rock jointing, coefficient of rock fissuring; нім. Klüftigkeitskoeffizient m) – величина, що характеризує тріщинуватість порід. Виражається відношенням об’єму тріщин до об’єму зразка породи (у %), або числом тріщин на одиницю довжини за певним напрямком, або відношенням сумарної площі тріщин у шліфі породи до площі шліфа.